# 赤崗塔駅
赤崗塔駅（せきこうとうえき）は、中華人民共和国広東省広州市海珠区芸洲路に位置する広州地下鉄12号線の駅である。将来的には28号線との乗換駅になる予定。

## 歴史
- 2025年6月29日：開業[4]。

## 駅構造
相対式ホーム2面2線を有する地下駅。現在の12号線ホームの外側には将来的に28号線の乗り入れることを想定し更に2線が存在している。そのため、実際には島式ホーム2面4線の構造で建設されているが2025年現在、28号線ホームが仮設壁で遮蔽されている関係から、12号線ホームから見ると単なる相対式ホームの状態に見える。

### のりば
| 番線 | 路線     | 行先         |
| ---- | -------- | ------------ |
| 1    | ■ 12号線 | 大学城南方面 |
| 2    | ■ 12号線 | 二沙島方面   |

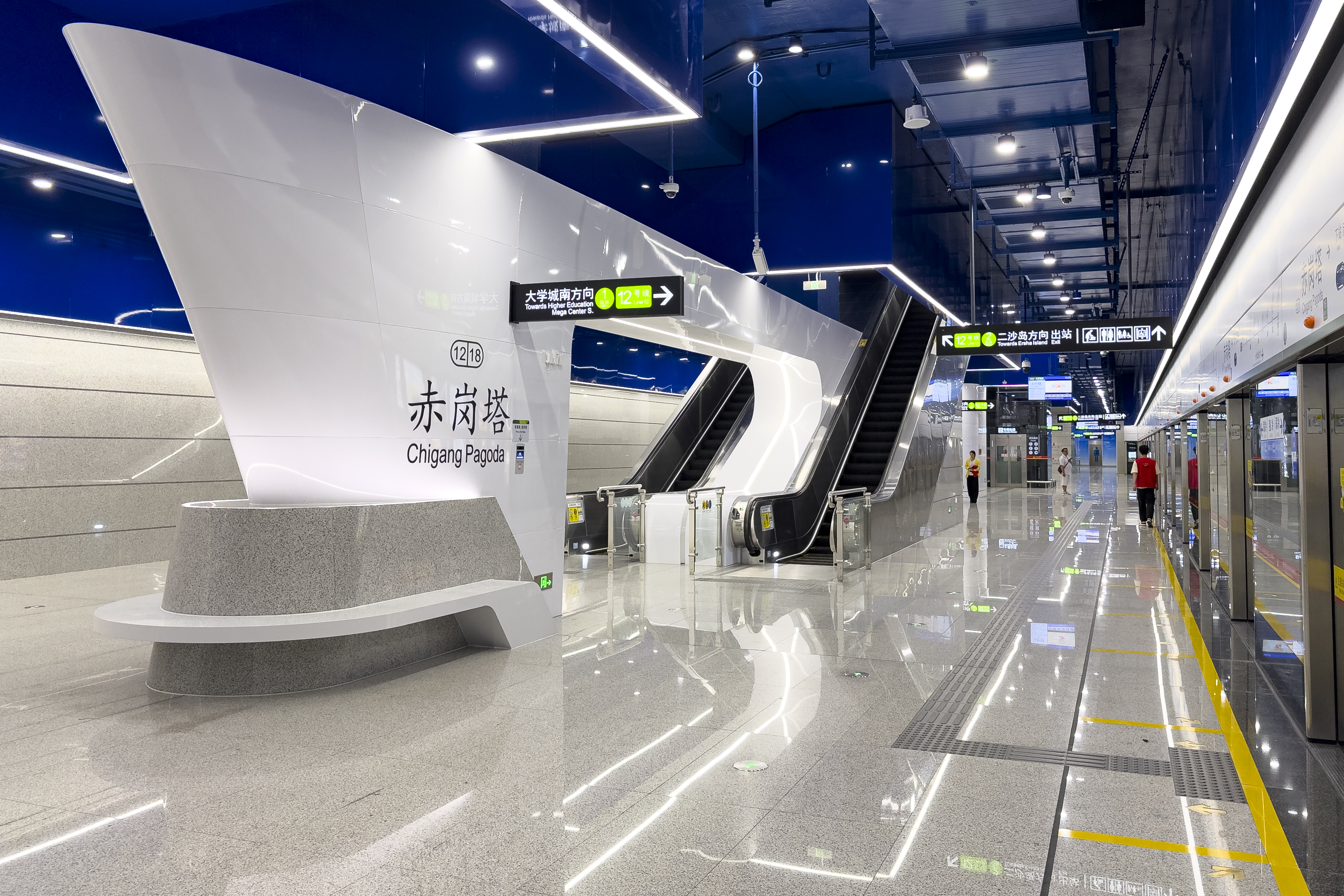
1番線ホーム
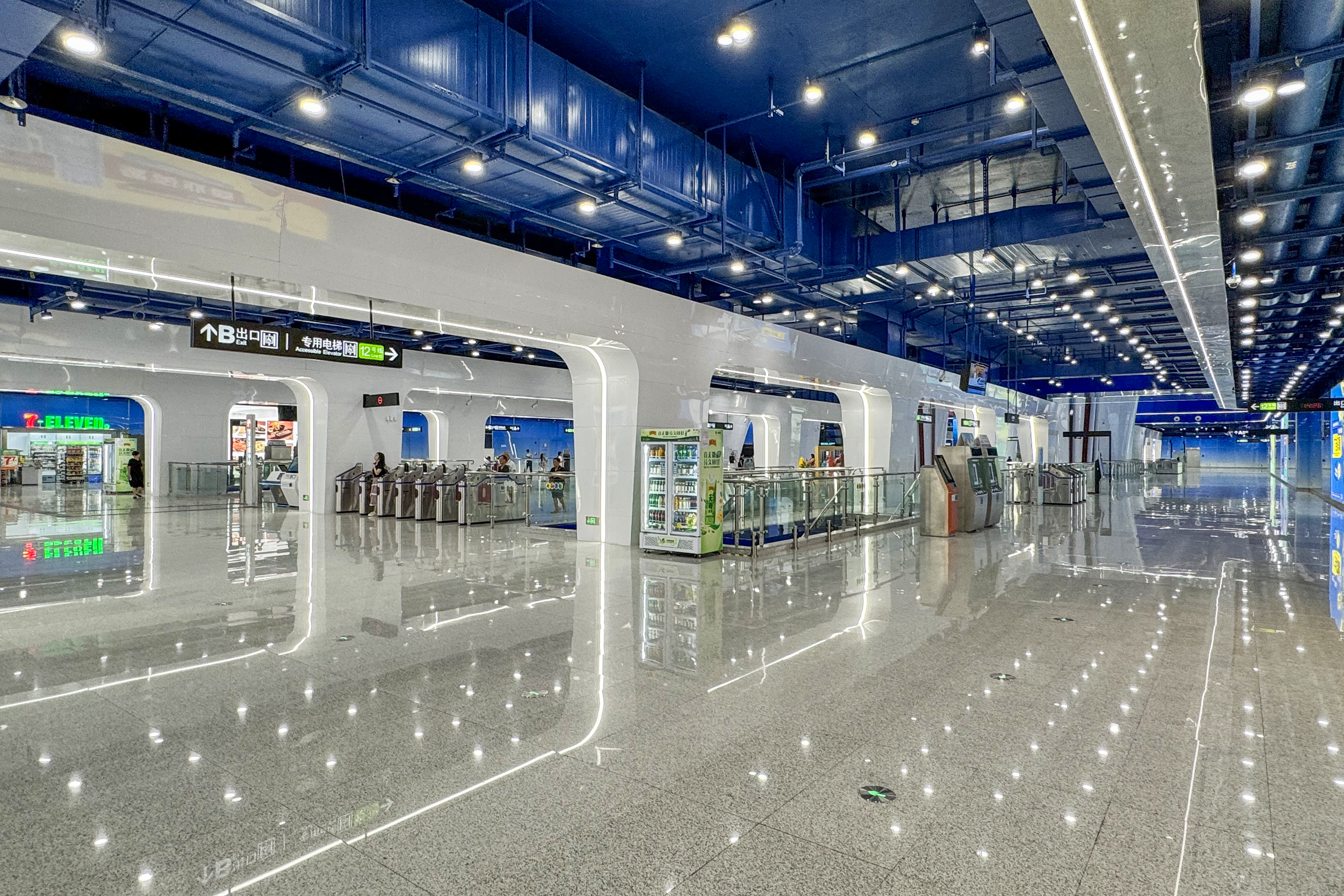
コンコース

## 駅周辺
- 赤崗塔（中国語版）
- 広州芸術博物院（中国語版）
- 広州塔
  - 広州塔広場

## 隣の駅
広州地下鉄
■ 12号線
二沙島駅 1217 - 赤崗塔駅 1218 - 赤崗駅 1219（未開業） - 赤沙北駅 1220